# نوونیکولایفسکی (باشقیرستان)
نوونیکولایفسکی (انگلیسی: Novonikolayevsky, Republic of Bashkortostan) یک شهرک در شهرستان استرلیتاماکسکی استان باشقیرستان کشور روسیه است.